# Herzogenaurach
Herzogenaurach település Németországban, azon belül Bajorországban. Lakosainak száma 24 674 fő (2023. december 31.). Herzogenaurach Weisendorf és Großenseebach községekkel határos.

## Népesség
A település népessége az elmúlt években az alábbi módon változott:
| Lakosok száma | 2062 | 15 934 | 14 265 | 22 346 | 22 918 | 22 946 | 23 081 | 23 126 | 24 068 | 24 674 |
|               | 1875 | 1970   | 1975   | 2011   | 2013   | 2014   | 2016   | 2019   | 2021   | 2023   |